# Общество любителей лыжного спорта
Общество любителей лыжного спорта (ОЛЛС) — российская спортивная организация, возникшая в 1901 году в связи с ростом общественного интереса к лыжному спорту и, в дальнейшем, заложившая основы для создания спортивного общества ЦСКА. Несмотря на название, в составе общества ОЛЛС тренировались не только лыжники, но и боксёры (например, П. В. Никифоров), тяжелоатлеты (например, А. В. Бухаров), футболисты и т.д.

## Краткая хронология
- 1901 год: для совместных занятий лыжным спортом группа энтузиастов создаёт в Сокольниках Общество любителей лыжного спорта в противовес более аристократической организации «Московский клуб лыжников»; на общем собрании 1(14) июня прошло утверждение устава общества и выбран первый председатель Фёдор Васильевич Геннинг[1].
- 1902 год: проводятся первые соревнования под эгидой ОЛЛС за почётное звание «Первый лыжебежец города Москвы» на дистанции Пушкино—Сокольники (25 вёрст), которые впоследствии стали ежегодными[2][3].
- 1907 год: общество ОЛЛС начинает выпускать свой бесплатный «Ежегодник»[2].
- 1910 год: при обществе создаётся футбольная команда[1].
- 1919 год: под руководством Сокольничевского райвоенкомата общество ОЛЛС принимает участие в лыжной подготовке специальных частей РККА.
- 1922 год: команда ОЛЛС выиграла первую легкоатлетическую эстафету по Садовому кольцу[4]
- 1923 год: общество ОЛЛС реорганизуется в Опытно-показательную спортивную площадку Всевобуча (ОППВ), которая позже послужит базой для развёртывания ЦСКА.

## Интересные факты
- Помимо общих положений, устав общества ОЛЛС обязывал всех своих членов «...при посещении помещений Общества или устраиваемых им экскурсий, состязаний, игр и увеселений... иметь установленный значок для ношения на часовой цепочке в виде брелока»[5].

## Известные персоналии
- Брандт, Лев Иванович (1899—1943) — заслуженный мастер спорта СССР (хоккей с мячом).
- Бычков, Павел Афанасьевич (1886—1974) — пионер лыжного спорта в России, первый чемпион России по лыжным гонкам.
- Никифоров, Павел Васильевич (1893—1978) — российский и советский боксёр.
- Бухаров, Александр Васильевич (1892—1952) — российский и советский тяжелоатлет и спортивный организатор.